# Francisco Javier Bosch Marín
Francisco Javier Bosch Marín (València, 1874 - Castelló de la Plana, 1936) fou un advocat i polític valencià, diputat a les Corts Espanyoles durant la Segona República.

## Biografia
Militant de la Dreta Regional Valenciana (DRV) i membre de l'Associación Católica Nacional de Propagandistas, fou regidor de l'ajuntament de València i elegit diputat per la província de València a les eleccions generals espanyoles de 1933 i 1936 dins les llistes de la CEDA. Durant el bienni cedista fou subsecretari de Comunicacions i Obres Públiques.
En començar el 18 de juliol de 1936 la guerra civil espanyola va participar en els preparatius de la sublevació a València, i quan fracassà intentà fugir, però fou detingut i tancat en el vaixell-presó Isla de Menorca. El 29 d'agost de 1936 el vaixell fou assaltat per milicians, que el desembarcaren al port de Castelló de la Plana i l'assassinaren amb 55 presos més, entre ells el periodista Carlos Lago Mas Llorens, el militar carlí José Gómez Aznar, el polític José Pascual Viciano, Manuel Cosín Fabregat, Juan Mut Armengol i Manuel Breva Perales.
El seu fill Juan Bosch Marín va ser el fundador d'UNICEF-Espanya durant la postguerra.